# Włoska Republika Socjalna
Włoska Republika Socjalna (wł. Repubblica Sociale Italiana, RSI [ˌɛrreˌɛsseˈi], tzw. Republika Salò, Repubblica di Salò [reˈpubblika di saˈlɔ] – od nazwy siedziby rządu Narodowej Partii Faszystowskiej) – państwo marionetkowe istniejące w latach 1943–1945 w północnych Włoszech. Zostało utworzone przez Benita Mussoliniego przy pomocy Niemiec po obaleniu rządów faszystów we Włoszech. Zostało zlikwidowane po wybuchu powstania, którego uczestnicy rozstrzelali Mussoliniego.

## Geneza

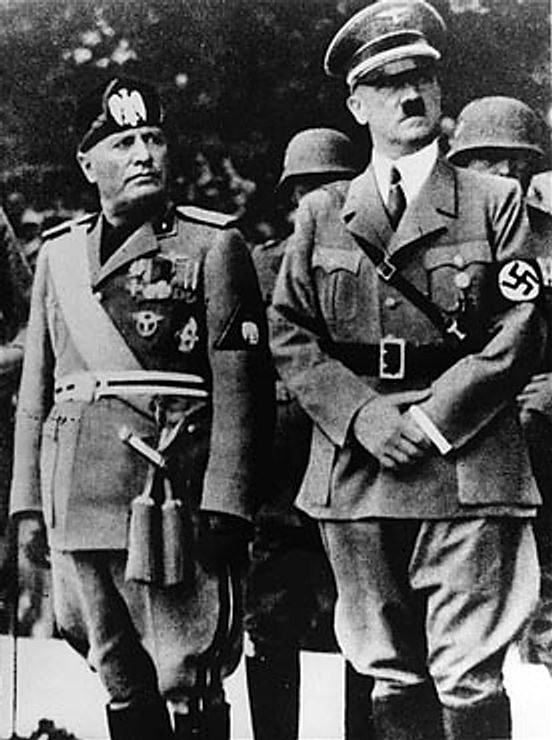
Benito Mussolini i Adolf Hitler, 1937

W 1943 roku skapitulowały ostatnie włoskie i niemieckie oddziały w Afryce Północnej. Wobec nieuchronnej inwazji aliantów na Włochy, Niemcy zaczęli opracowywać plany okupacji Włoch, a także zwiększali swą wojskową obecność. Po lądowaniu aliantów na Sycylii (10 lipca) i mimo twardego oporu sił Osi na wyspie, po raz pierwszy od początku wojny zebrała się Wielka Rada Faszystowska. W nocy z 24 na 25 lipca przegłosowała ona odsunięcie Mussoliniego od władzy (choć jeszcze dzień wcześniej Albert Kesselring mówił, że „Mussolini ciągle mocno trzyma się w siodle”). Faszyści raczej uważali to za rozwiązanie chwilowe, gdyż chcieli odbudować morale armii, a mocno nadszarpnięty wizerunek duce na to nie pozwalał. Mimo to Mussolini poczuł się zagrożony i 25 lipca udał się do króla Wiktora Emanuela III, jednak zamiast otrzymać poparcie został aresztowany. Nowym premierem został Pietro Badoglio, a jego rząd, choć oficjalnie nadal walczył po stronie Osi, podjął tajne rokowania pokojowe. 8 września ogłoszono zawieszenie broni pomiędzy Włochami a aliantami. Niemcy rozpoczęli wobec tego okupację kraju (operacja „Oś”) oraz rozpoczęli poszukiwanie aresztowanego Mussoliniego. Dodatkowo 10 września Niemcy ustanowili 2 strefy operacyjne: Prealp oraz Pobrzeża Adriatyckiego.

### Operacja Eiche
12 września 1943 roku, w ramach operacji Eiche dowodzonej przez Kurta Studenta, połączone oddziały spadochroniarzy Luftwaffe pod dowództwem Haralda Morsa i komandosów SS pod dowództwem Ottona Skorzenego odbiły Mussoliniego zlokalizowanego przez niemiecki wywiad w Gran Sasso. Włoscy strażnicy nie stawili oporu i wkrótce Mussolini odleciał niemieckim samolotem do Wiednia, gdzie spotkał się z Adolfem Hitlerem.

## Ustanowienie

Bandera wojenna Włoskiej Republiki Socjalnej. Za flagę reprezentacyjną uznawano trójkolorową flagę włoską bez emblematów

Po krótkim odpoczynku w Rzeszy Benito Mussolini udał się do północnych Włoch. Tam 18 września ustanowił Włoską Republikę Socjalną. Jako miejsce siedziby rządu ustalono miasteczko Salò. Miasteczko leżało niemal w połowie drogi między Mediolanem i Wenecją, a Rzym mógł zostać zdobyty przez aliantów. Dodatkowo istniała obawa wybuchu w Rzymie niepokojów wynikających z antyfaszystowskich nastrojów w mieście. Nowe państwo zostało uznane przez niewiele państw: przez III Rzeszę, a także Bułgarię, Słowację, Węgry, Niezależne Państwo Chorwackie, Rumunię, Japonię, Syjam, Mandżurię i Danię. Nie uczyniła tego Hiszpania pod rządami Francisco Franco. Od siedziby rządu (podobnie jak we Francji rząd Vichy) quasi-państwo było nazywane często Republiką Salò. Powołano też specjalny trybunał, który miał osądzić tych, którzy głosowali za odwołaniem Mussoliniego.
Według Grega Annusseka Mussolini de facto był niemieckim więźniem. Był już zmęczony życiem, schorowany i bierny, chciał wycofać się z życia politycznego. Zawiódł Hitlera, który oczekiwał od niego triumfalnego powrotu.
Niektórzy działacze Republiki Salò chcieli odejść od dotychczasowego modelu gospodarczego i przyjąć bardziej syndykalistyczny oraz populistyczny kierunek (wśród pierwszych faszystów, w ogóle, byli właśnie narodowi syndykaliści). Mussolini nazwał Włoską Republikę Socjalną „jedynym, może z wyjątkiem ZSRR, państwem socjalistycznym”. W praktyce jednak większość własności prywatnej była gwarantowana przez państwo, akcjonariusze mieli decydujący głos w przedsiębiorstwach, a rola związków zawodowych była minimalna. Państwo nie cieszyło się poparciem robotników, którzy wciąż sympatyzowali z socjalistami i komunistami. 1 marca 1944 r. na terenie republiki wybuchł masowy strajk.

### Trybunał
Trybunał skazał wszystkich tych, którzy w czasie zebrania Wielkiej Rady Faszystowskiej głosowali za odwołaniem Mussoliniego, na karę śmierci. Tak więc 10 stycznia 1944 wydał wyroki śmierci na: Galleazo Ciano, Emilio De Bono, Giovanni Marinelliego, Tullio Cianettiego, Carlo Pareschiego i Luciano Gottardiego. Oskarżeni bronili się, że nie chcieli usuwać duce całkowicie od władzy, mieli tylko zamiar przywrócić zwierzchnictwo nad armią królowi, co miało odbudować morale. Na nic się to nie zdało, osądzeni zostali rozstrzelani przez pluton egzekucyjny następnego dnia rano. Jedynie Cianetti został oszczędzony.

## Rząd i administracja
Na czele rządu stanął Benito Mussolini. Mając przy boku już tylko najwierniejszych towarzyszy, powołał niewielką grupkę, która przy pomocy Niemców i wiernych oddziałów miała kontrolować terytorium RSI.
Skład rządu:
- premier oraz minister spraw zagranicznych – Benito Mussolini
- sekretarz partii – Alessadro Pavolini
- minister spraw wewnętrznych – Roberto Farinacci
- minister obrony narodowej – Rodolfo Graziani
- szef oddziałów bezpieczeństwa wewnętrznego i milicji – Renato Ricci
- ambasador w Berlinie – Filippo Anfuso
- minister finansów – Domenico Pellegrini Giampietro
- minister sprawiedliwości – do 4 listopada 1943 Antonino Tringali Casanova, zastąpiony przez Piero Pisentiego
- minister rolnictwa i lasów – Edoardo Moroni
- minister przemysłu – Silvio Gai do 1 stycznia 1945, zastąpiony przez Angelo Tarchiego
- minister edukacji narodowej – Carlo Alberto Biggini
- minister kultury – Ferdinando Mezzasoma
- minister pracy – Giuseppe Spinelli
- minister robót publicznych – Ruggero Romano
- minister komunikacji – Augusto Liverani

### Administracja
Niemcy i włoscy faszyści chcieli, aby obszar RSI był jak największy – z Rzymem włącznie. Za obszar państewka uznawano praktycznie wszystkie włoskie tereny okupowane przez Niemców. Sądzono, że opanowanie sytuacji we Włoszech pozwoli na to, aby przywrócić władzę Duce, tak, aby mógł kierować państwem z samej stolicy. Ze względów bezpieczeństwa i z powodu tempa posuwania się aliantów, nie zdecydowano się jednak na ten krok. Całe północne Włochy uznano za „obszar okupowany” przez III Rzeszę, a środkowe – za „strefę operacyjną” wojsk niemieckich. Władzę formalnie sprawowali lokalni faszyści, a nad całością czuwali niemieccy dowódcy operujący w danym rejonie.

## Potencjał militarny

### Armia lądowa

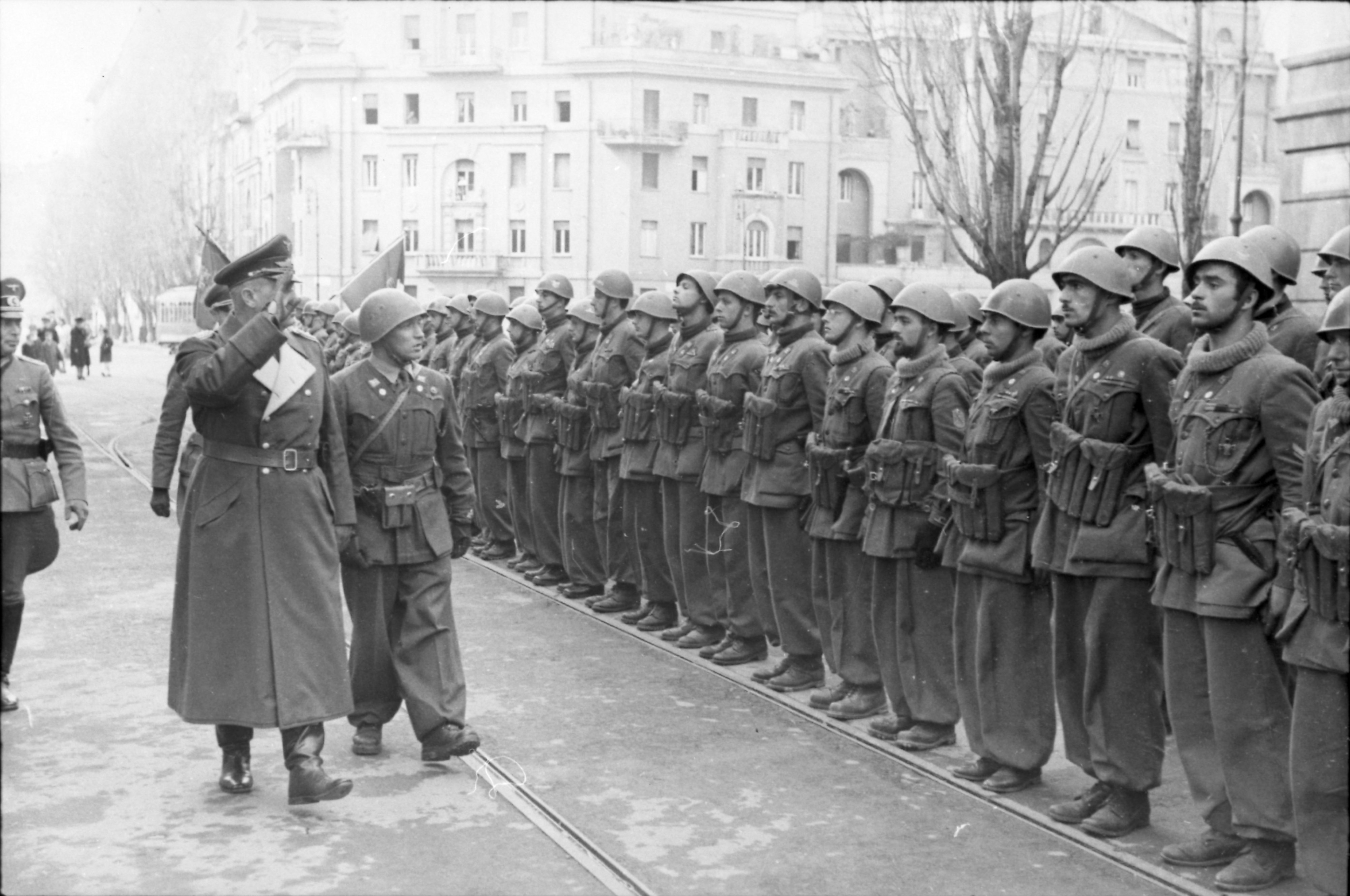
Oddział armii RSI podczas inspekcji niemieckiego generała, w Rzymie, marzec 1944

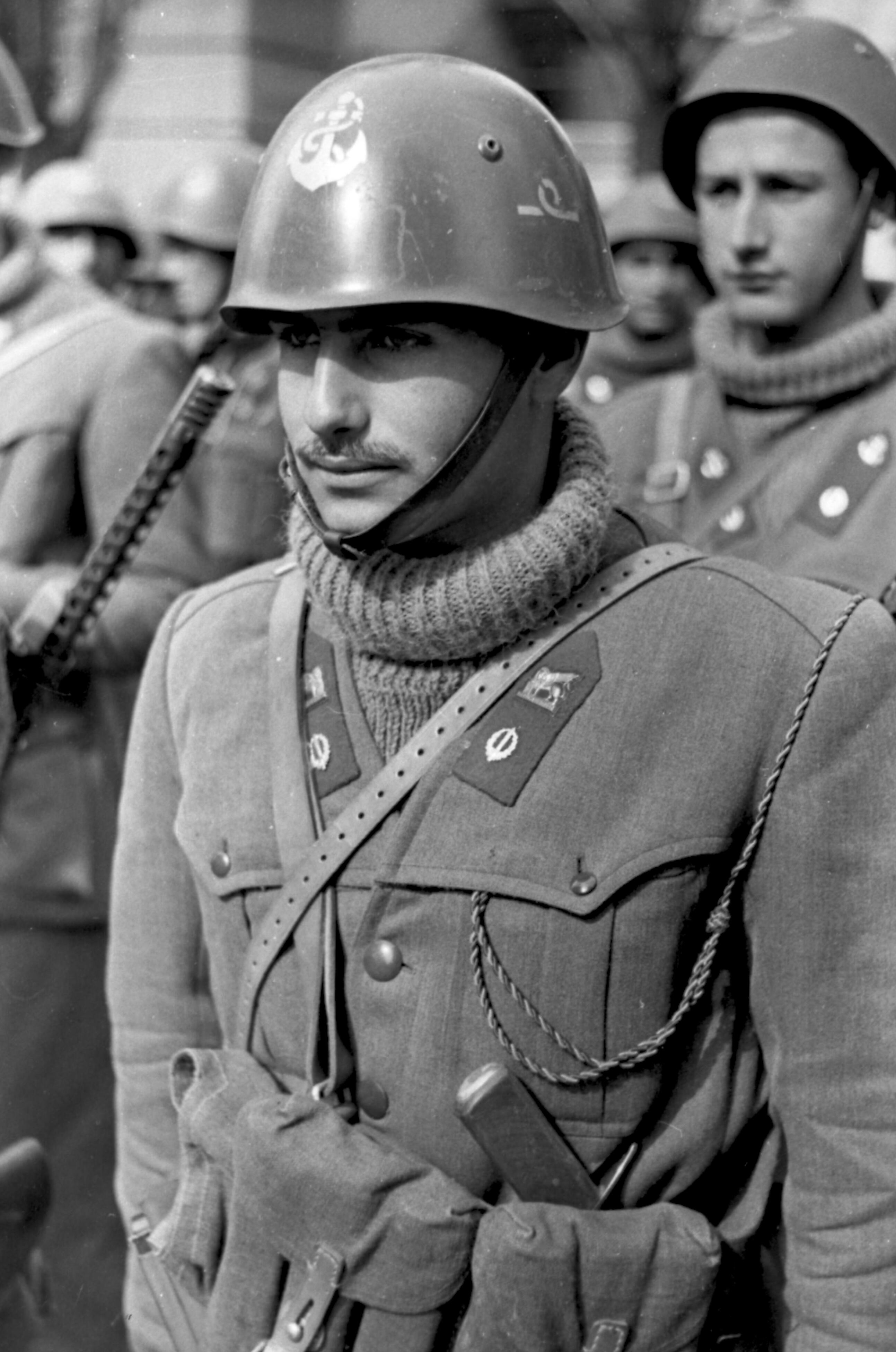
Żołnierze Narodowej Armii Republikańskiej

Trzon Narodowej Armii Republikańskiej stanowili żołnierze, którzy byli niemieckimi jeńcami lub ci, którzy na wieść o kapitulacji Włoch przeszli na stronę Niemców. Armia RSI zapewniała głównie ochronę niemieckiego zaplecza, obronę przeciwlotniczą oraz walczyła z coraz liczniejszymi partyzantami. Rzadziej kierowano ją do walki przeciw regularnym oddziałom aliantów. Broń pochodziła głównie z włoskich zapasów, prywatnego wyposażenia żołnierzy lub zarekwirowanego przez Niemców sprzętu.
Według protokołu z Rastenburga z 16 października 1943 Włoska Republika Socjalna mogła utworzyć, przy współpracy z Niemcami, cztery dywizje w sile 52 tysięcy ludzi. Pierwsza dywizja w pełni umundurowana i wyszkolona ruszyła na front w lipcu 1944.
Na przełomie 1944 i 1945 roku cztery dywizje lądowe wojsk RSI znajdowały się na Linii Gotów. Trzy dywizje: „Littorio”; „San Marco” i „Monte Rosa” zostały zgrupowane razem z niemieckimi jednostkami w Grupę Armii „Liguria” i umieszczone na zachodnim skrzydle Linii. Czwarta dywizja, „Italia”, została przydzielona do niemieckiej 14. Armii. Dywizje „San Marco” i „Monte Rosa” wzięły udział w udanej ofensywie przeciwko amerykańskiej 92. dywizji piechoty, później odpierając dość skutecznie jej kontrataki.
Zgodnie z rozkazem Grazianiego wojsko zaprzestało oporu 1 maja 1945.

### Lotnictwo

Symbol Aeronautica Nazionale Repubblicana

Aeronautica Nazionale Repubblicana posiadało kilkaset maszyn, głównie przestarzałych, albo produkowanych w fabrykach znajdujących się pod niemiecką kontrolą. Lotnictwo było ściśle związane z Luftwaffe i najczęściej brało udział w akcjach razem z pilotami niemieckimi. Szacuje się, że strąciło 262 maszyny alianckie, tracąc przy tym 158 samolotów własnych.

### Marynarka
Nieliczna marynarka RSI przeznaczona była głównie do zwalczania konwojów alianckich. Największą część okrętów RSI stanowiły ścigacze torpedowe (6 dużych oraz 18 średnich), poza tym pod banderą z szarym orłem pływały okręty podwodne (3 średnie, 1 mały i 14 miniaturowych), 1 korweta, ścigacze okrętów podwodnych (6-7 jednostek), przynajmniej 1 trałowiec, kilka okrętów pomocniczych i kilkadziesiąt (kilkanaście?) pomocniczych patrolowców.

### Milicja i formacje pomocnicze
24 listopada 1943 Mussolini powołał do życia Guardia Nazionale Repubblicana (Republikańską Gwardię Narodową, GNR). Organizacja ta była kontynuatorką Czarnych Koszul, a do jej zadań należała walka z przeciwnikami politycznymi reżimu. Brała ona udział także w akcjach przeciwko ruchowi oporu. Do GNR dołączyły w 1944 Czarne Brygady złożone głównie z członków partii faszystowskiej. Ponadto na usługi Niemców powołano formacje pomocnicze biorące udział m.in. w obronie przeciwlotniczej.

### Włosi w służbie Waffen SS
Do służby w Waffen SS zgłosiło się kilkadziesiąt tysięcy Włochów. Wybrano spośród nich ok. 3 tysiące z których utworzono Ochotniczy Legion Włoski. Po stratach poniesionych w walce z partyzantką i w walkach pod Anzio jednostkę włączono oficjalnie w struktury Waffen-SS, a następnie kilka razy przeorganizowywano aż utworzono 29. Dywizję Grenadierów SS. W sile ok. 15 tysięcy ludzi, przeszkolonych w Niemczech, brutalnie tępiła partyzantkę. Pod koniec wojny składała się też z niedobitków armii RSI, a ostatni jej żołnierze poddali się Amerykanom 30 kwietnia 1945 roku w Gorgonzola w Lombardii.
Inspektorem włoskich oddziałów Waffen-SS był SS-Brigadeführer Piero Mannelli.

## Żydzi w Republice Salò
Wobec żądań Niemców Mussolini zezwolił na działalność obozów koncentracyjnych, a także podpisał dekret nakazujący wywieźć wszystkich Żydów do obozów lub do Rzeszy. Pierwszy obóz koncentracyjny Fossoli powstał 5 grudnia 1943. Inne obozy przeznaczone dla Żydów i więźniów politycznych powstały w 1944 i były to Gries-Bolzano i Risiera Di San Saba. W 1944 powstało Biuro Rasowe. Niemniej jednak jedynym aktem prawnym były ustawy na wzór Ustaw norymberskich, wprowadzone przez faszystów zachęcanych przez Giovanniego Preziosi, jednego z największych rasistów wśród włoskich faszystów. Uchwalone one zostały w kwietniu 1945 roku. Nie odegrały one jednak większego znaczenia, gdyż niecały miesiąc później wojna w Europie się skończyła.

## Wojna domowa
Nasilające się akcje partyzanckie oraz akcje odwetowe faszystów włoskich i niemieckich spowodowały wybuch wojny domowej.

## Koniec
W ostatnich dniach kwietnia 1945 sytuacja RSI stała się beznadziejna. Niemcy wycofywali się w Alpy, partyzanci kontrolowali nawet miasta, dokonywano samosądów. Mussolini, przeczuwając klęskę, postanowił uciec do Szwajcarii. 26 kwietnia wygłosił ostatnie przemówienie w Mediolanie, a następnie wraz z kilkoma wiernymi mu ludźmi (w tym z kochanką Clarą Petacci) próbował zbiec przy pomocy Niemców. Został jednak rozpoznany przez partyzantów i zatrzymany (według umowy niemiecki transport miał przejechać przez granicę, więc Niemcy nie stawiali oporu i zostali puszczeni). 28 kwietnia Benito Mussolini został rozstrzelany. Jego ciało przewieziono do Mediolanu. Po drastycznej reakcji tłumu (na ciała pluto, a także oddawano mocz) ktoś w końcu wywiesił ciało byłego duce na stacji benzynowej, głową w dół. Obok niego powieszono innych faszystów. Wzburzony tłum obrzucił ciała kamieniami, pluł i wyzywał. Ostatecznie Włoska Republika Socjalna przestała istnieć, kiedy 2 maja Niemcy skapitulowały we Włoszech.
Włoska Republika Socjalna istniała tylko 20 miesięcy.